# Rie Kaneto
Rie Kaneto (Japans: 金藤 理絵, Kanetō Rie) (Shobara, 8 september 1988) is een Japanse zwemster. Ze vertegenwoordigde haar vaderland op de Olympische Zomerspelen 2008 in Peking en op de Olympische Zomerspelen 2016 in Rio de Janeiro.

## Carrière
Bij haar internationale debuut, op de Olympische Zomerspelen van 2008 in Peking, eindigde Kaneto als zevende op de 200 meter schoolslag.
Op de wereldkampioenschappen zwemmen 2009 in Rome eindigde de Japanse als vijfde op de 200 meter schoolslag.
Tijdens de Pan-Pacifische kampioenschappen zwemmen 2010 in Irvine eindigde Kaneto als zevende op de 200 meter schoolslag en als twaalfde op de 100 meter schoolslag, op de 50 meter schoolslag strandde ze in de series. In Kanton nam de Japanse deel aan de Aziatische Spelen 2010. Op dit toernooi eindigde ze als vierde op de 200 meter schoolslag, als vijfde op de 100 meter schoolslag en als zevende op de 50 meter schoolslag. Op de wereldkampioenschappen kortebaanzwemmen 2010 in Dubai eindigde Kaneto als zevende op de 200 meter schoolslag, daarnaast werd ze uitgeschakeld in de series van zowel de 50 als de 100 meter schoolslag. Op de 4x100 meter wisselslag strandde ze samen met Miyuki Takemura, Hiroko Sugino en Maiko Fujino in de series.
Tijdens de wereldkampioenschappen zwemmen 2011 in Shanghai eindigde de Japanse als vijfde op de 200 meter schoolslag, op de 100 meter schoolslag werd ze uitgeschakeld in de series.

### 2013-heden
In Barcelona nam Kaneto deel aan de wereldkampioenschappen zwemmen 2013. Op dit toernooi eindigde ze als vierde op de 200 meter schoolslag en strandde ze in de series van de 50 meter schoolslag.
Op de Pan-Pacifische kampioenschappen zwemmen 2014 in Gold Coast veroverde de Japanse de zilveren medaille op de 200 meter schoolslag, daarnaast eindigde ze als tiende op de 100 meter schoolslag. Tijdens de Aziatische Spelen 2014 in Incheon sleepte Kaneto de zilveren medaille in de wacht op de 200 meter schoolslag. In Doha nam de Japanse deel aan de wereldkampioenschappen kortebaanzwemmen 2014. Op dit toernooi behaalde ze de zilveren medaille op de 200 meter schoolslag. Op de 4x50 meter wisselslag zwom ze samen met Shiho Sakai, Rino Hosoda en Yayoi Matsumoto in de series, in de finale eindigden Sakai, Hosoda en Matsumoto samen met Satomi Suzuki op de achtste plaats.
Op de wereldkampioenschappen zwemmen 2015 in Kazan eindigde Kaneto als zesde op de 200 meter schoolslag, op zowel de 50 als de 100 meter schoolslag werd ze uitgeschakeld in de series.
Tijdens de Olympische Zomerspelen van 2016 in Rio de Janeiro werd Japanse olympisch kampioene op de 200 meter schoolslag.

## Internationale toernooien
| Jaar | Olympische Spelen  | WK langebaan                                              | WK kortebaan                                                        | PanPacs                                                   | Aziatische Spelen                                       |
| ---- | ------------------ | --------------------------------------------------------- | ------------------------------------------------------------------- | --------------------------------------------------------- | ------------------------------------------------------- |
| 2008 | 7e 200m schoolslag |                                                           | geen deelname                                                       |                                                           |                                                         |
| 2009 |                    | 5e 200m schoolslag                                        |                                                                     |                                                           |                                                         |
| 2010 |                    |                                                           | 34e 50m schoolslag 23e 100m schoolslag 7e 200m schoolslag           | 21e 50m schoolslag 12e 100m schoolslag 7e 200m schoolslag | 7e 50m schoolslag 5e 100m schoolslag 4e 200m schoolslag |
| 2011 |                    | 24e 100m schoolslag 5e 200m schoolslag                    |                                                                     |                                                           |                                                         |
| 2012 | geen deelname      |                                                           | geen deelname                                                       |                                                           |                                                         |
| 2013 |                    | 34e 50m schoolslag 4e 200m schoolslag                     |                                                                     |                                                           |                                                         |
| 2014 |                    |                                                           | 200m schoolslag · 8e 4x50m wisselslag · Kaneto zwom enkel de series | 10e 100m schoolslag · 200m schoolslag                     | 200m schoolslag                                         |
| 2015 |                    | 31e 50m schoolslag 18e 100m schoolslag 6e 200m schoolslag |                                                                     |                                                           |                                                         |
| 2016 | 200m schoolslag    |                                                           | 6-11 december                                                       |                                                           |                                                         |

## Persoonlijke records
Bijgewerkt tot en met 9 oktober 2016
Kortebaan
| Afstand         | Tijd    | Datum            | Plaats   |
| --------------- | ------- | ---------------- | -------- |
| 50m schoolslag  | 30,79   | 27 augustus 2016 | Chartres |
| 100m schoolslag | 1.04,59 | 8 oktober 2016   | Doha     |
| 200m schoolslag | 2.15,76 | 9 oktober 2016   | Doha     |

Langebaan
| Afstand         | Tijd    | Datum            | Plaats         |
| --------------- | ------- | ---------------- | -------------- |
| 50m schoolslag  | 31,99   | 8 augustus 2015  | Kazan          |
| 100m schoolslag | 1.07,71 | 3 augustus 2015  | Kazan          |
| 200m schoolslag | 2.20,30 | 11 augustus 2016 | Rio de Janeiro |